# كريستيان باسكواتو
كريستيان باسكواتو (بالإيطالية: Cristian Pasquato)‏ (20 يوليو 1989 إيطاليا - ) هو لاعب كرة قدم إيطالي، يلعب كلاعب وسط.

## وصلات خارجية
كريستيان باسكواتو على موقع الاتحاد الأوربي (الإنجليزية)
- كريستيان باسكواتو على موقع قاعدة بيانات كرة القدم.إي يو (الإنجليزية)
- كريستيان باسكواتو على موقع بيانات كرة القدم. دي إي (الألمانية)
- كريستيان باسكواتو على موقع Soccerway.com (الإنجليزية)
- كريستيان باسكواتو على موقع عالم كرة القدم.نت (الإنجليزية)
- كريستيان باسكواتو على موقع AS.com (الإسبانية)